# Basalfleck-Bodeneule
Die Basalfleck-Bodeneule (Eugnorisma depunctum, häufig mit falscher Endung depuncta), auch als Dunkelbraune Erdeule bezeichnet, ist ein Schmetterling (Nachtfalter) aus der Familie der Eulenfalter (Noctuidae).

## Merkmale

### Falter
Die Flügelspannweite der Falter beträgt 34 bis 44 Millimeter. Die Vorderflügelfarbe variiert von hellbraun über gelbgrau bis dunkelbraun, kann aber auch rotbraun getönt sein. Im Basalfeld ist ein markanter schwarzer Fleck erkennbar. Am Costalrand befinden sich weitere schwarze Flecke. Ring- und Nierenmakel sind hell umrandet und teilweise von dunkleren Feldern umgeben. Einige Adern treten mit heller Färbung hervor. Die äußere Querlinie sowie die Wellenlinie sind verdunkelt und schwach gewellt. Dazwischen heben sich kleine, schwarze Punkte ab. An der Innenseite der Saumlinie befinden sich dunkelbraune Pfeilflecke. Das Saumfeld weist eine leicht verdunkelte Tönung auf. Die Hinterflügel bei Eugnorisma depunctum  (Linnaeus, 1761) sind graubraun.

### Raupe, Puppe
Die Raupe ist von gelbgrauer Farbe und hat eine undeutliche helle Rückenlinie. Sie hat viele kleine, dunkle Sprenkel und Flecke. Der breite, helle Seitenstreifen ist nach oben scharf begrenzt, die Stigmen sind weiß mit einer schwarzen Umrandung. Die rotbraune Puppe hat zwei Dornen am Kremaster.

### Ähnliche Arten
Bei der in Spanien, Portugal und Marokko vorkommenden, etwas kleineren Eugnorisma arenoflavidum (Schawerda, 1934) sind die Hinterflügel weißlich. In der Türkei, dem Iran, Armenien und Turkestan kommt die ähnliche Art Eugnorisma ponticum (Staudinger, 1891) vor, die mit einer Flügelspannweite von 31 bis 38 Millimetern noch etwas kleiner ist und sich außerdem von Eugnorisma depunctatum und Eugnorisma arenoflavidum durch die blassgrauen Hinterflügel mit einem breiten dunkleren Außenband und anders geartete Genitalien unterscheidet.

## Geographische Verbreitung und Lebensraum
Die Basalfleck-Bodeneule ist in Europa weit verbreitet, westlich bis England, nördlich bis Schottland und Fennoskandien, südlich bis Südfrankreich, Süditalien, Sizilien und Griechenland, außerdem im Osten bis zum Kaukasus und Turkestan. In Nordfrankreich, den Beneluxstaaten und einigen westlichen Regionen Deutschlands fehlt sie jedoch, ebenso auf den meisten Mittelmeerinseln. Sie kommt sowohl in trockenen Gebieten, wie Heiden oder warmen Hängen, als auch in Mischwäldern, feuchten Bachtälern und Parkanlagen vor. In den Bergen ist sie noch in Höhen von 1500 Metern anzutreffen.

## Lebensweise
Die Basalfleck-Bodeneule bildet eine Generation pro Jahr, deren Falter von Juli bis September fliegen. Die Falter sind nachtaktiv und kommen an den Köder sowie künstliche Lichtquellen. Die Weibchen legen die Eier in kleinen Gelegen ab. Die Raupen fressen nach dem Schlüpfen die Eierschalen und leben in kleinen Gruppen. Sie überwintern ohne Nahrungsaufnahme. Im Frühjahr ernähren sie sich von verschiedenen Pflanzen, wie beispielsweise Weichem Lungenkraut (Pulmonaria mollis), Taubnesseln (Lamium), Heidelbeere (Vaccinium myrtillus) oder Brennnessel (Urtica dioica). Die Raupen fressen meist nachts. Sie verpuppen sich überwiegend im Mai in einer Erdhöhle.

## Gefährdung
Die Art ist nicht in allen Bundesländern nachgewiesen, wird in Deutschland auf der Roten Liste gefährdeter Arten jedoch nicht als akut gefährdet eingestuft.

## Anmerkung
1. ↑  Die Gattung Eugnorisma und auch die Untergattung Metagnorisma sind Neutra (von griech. το γνώρισμα, Kennzeichen, Merkmal); die Endung muss nach den IRZN Art.31.2 entsprechend angepasst werden (vgl. auch Axel Steiner in Ebert (1998))